# Kapogea sellata
Kapogea sellata är en spindelart som först beskrevs av Simon 1895.  Kapogea sellata ingår i släktet Kapogea och familjen hjulspindlar. Inga underarter finns listade i Catalogue of Life.